# Usui Koichi
Koichi Usui (sinh ngày 30 tháng 3 năm 1970) là một cầu thủ bóng đá người Nhật Bản.

## Sự nghiệp câu lạc bộ
Koichi Usui đã từng chơi cho JEF United Ichihara.